# Таверноле (Бреша)
Таверноле (итал. Tavernole sul Mella) је насеље у Италији у округу Бреша, региону Ломбардија.
Према процени из 2011. у насељу је живело 830 становника. Насеље се налази на надморској висини од 491 м.

## Становништво
Према резултатима пописа становништва 2011. у општини је живело 1.359 становника.
| 1931. | 1936. | 1951. | 1961. | 1971. | 1981. | 1991. | 2001. | 2011. |
| ----- | ----- | ----- | ----- | ----- | ----- | ----- | ----- | ----- |
| 1.203 | 1.226 | 1.536 | 1.561 | 1.363 | 1.341 | 1.358 | 1.346 | 1.359 |